# ホビボックス
ホビボックス株式会社（英: HOBIBOX Co., Ltd.）は、かつて存在した日本の2次元コンテンツ（ゲーム・ドラマCD・音楽ソフト・アニメ）企画・制作・卸・販売会社。株式会社ティーアイエスの完全子会社であった。現在は合同会社EXNOAのパッケージ＆デジタルコンテンツ流通部として存続している。

## 概要
２次元商材（ゲーム・アニメ・DVD・グッズなど）の卸販売、通販業務代行サービス『ECオーダー.com』の提供、ドラマCD・音楽コンテンツの制作・発売・販売およびWEBラジオ番組の製作・提供を行うレコードレーベルの『HOBiRECORDS』、女性向PCゲーム・ドラマCD通販サイトの『HOBIGIRLS』、美少女ゲームブランドの『キャラメルBOX』、同人作品のパッケージ化や美少女ゲームのDVD-PG化を行う『ホビコレ』などを展開している。また『EVE burst error』などのゲームIPを保有している。
2014年に株式会社ティーアイエスの完全子会社になったのに伴いDMMグループの1社となり、2020年1月1日付でティーアイエスに吸収合併され法人としてのホビボックスは解散した。

## 沿革
- 1994年7月 - 会社設立。
- 2004年7月 - 株式会社WAYUTAを設立。
- 2008年8月 - 株式会社WAYUTAと合併[3]。
- 2009年
  - 11月 - 音響制作部（H.B STUDIO）が、音響制作会社株式会社ブレイブハーツとして独立[4]。
  - 12月 - 株式会社姫屋ソフトからゲームブランドキャラメルBOXを取得[5]。
- 2010年1月 - 事務所を千代田区神田小川町 山甚ビルに移転。
- 2011年
  - 4月 - 着うた配信サイト「ホビレコ K-style」を閉鎖[6]。
  - 10月 - 通販サイト「CLUB HOBi」が不正アクセスの被害を受ける事件が発生[7][8]。通販サイト「CLUB HOBi」を閉鎖。
  - 12月 - フィーチャーフォン版DMM GAMESにコンテンツを提供開始[9]。
- 2013年
  - 5月23日 - DMM.comと株式会社DMM.com Graphicsを設立。
  - 5月28日 - DMM.com＆HOBIBOX presents「戦国闘檄プロジェクト」を発表[10]。
- 2014年
  - 6月1日 - 株式会社ティーアイエスが株式を100％取得した事により、同社の完全子会社となる。
  - 9月30日 - 株式会社DMM.comラボにゲーム事業の一部を譲渡[11]。
- 2015年10月 - 事務所を東京都港区芝 徳栄ビル本館に移転。
- 2018年12月 - 事務所を東京都港区芝 三田ベルジュビルに移転。
- 2019年
  - 6月末 - 通販業務サービス「ECオーダー」の長期メンテナンスに入ると発表[12]
  - 10月9日 - ECオーダーに不正アクセスがあり、サイト改竄によってクレジットカード情報が漏洩した可能性があると発表[13][14]
  - 12月23日 - ECオーダーのサービス終了を発表[15][14]
- 2020年1月1日 - 株式会社ティーアイエスに吸収合併され、同社の二次元コンテンツ事業本部（制作部、渉外部、ホビボックス事業部）として存続し、法人としての株式会社ホビボックスは解散[16]。
- 2021年3月1日 - 株式会社ティーアイエスの二次元事業をグループ会社である合同会社EXNOA（旧社名　合同会社DMM GAMES）へ継承[17]。

## ドラマCD・音楽ソフト

### HOBiRECORDS

#### ドラマCD
- ドラマCD 秋桜の空に ※Marron
- はにーしょーとけーき。 ※発売元：CHAMBERS RECORDS
- パティシエなにゃん娘。 ドラマちっくCD ※ぱじゃまレコード
- "Hello, world."「ブッチャケ!ハローワールド」ドラマティックCD ※発売元：Nitroplus
- 鬼哭街ドラマCD 反魂剣鬼 ※発売元：Nitroplus[注 1]
- ドラマCDお姉ちゃんの3乗 ※発売元：サイトロンディスク。
- オーディオドラマ あの空の向こう側 ※発売元：High-Soft
- ドラマCDひぐらしのなく頃に　※WAYUTA
- ドラマCDひぐらしのなく頃に 語咄し編　※WAYUTA
- ドラマCDひぐらしのなく頃に解　※WAYUTA
- 咎狗の血 Image drama ※Nitro+ CHiRAL
- invisible sign-イス-Image drama CD ※lapin
- プリンセスうぃっちぃずドラマちっくCD  ※ぱじゃまレコード
- ドラマCD処女はお姉さまに恋してる
- ドラマCD ひなたの狼  ※WAYUTA、月刊コミックバーズ
- ドラマCD電車男  ※WAYUTA、販売協力：株式会社フロンティアワークス[18]
- 咎狗の血 ANOTHER STORY ～RIN ※Nitro+ CHiRAL
- 花帰葬 ※HaccaWorks*
- ドラマCD魔法店舗カナルナ ※WAYUTA
- ドラマCD半分の月がのぼる空 ※WAYUTA、電撃文庫
- Dies iraeドラマCD『Wehrwolf』 ※発売元：匠
- ドラマCD『スクールデイズ Little Promise』
- PRISM ARK れいんぼ～☆ドラマCD  ※ぱじゃまレコード
- ドラマCD姫さま凛々しく!
- Captain HOOK love's lock.
- ドラマCD阿佐ヶ谷Zippy  ※WAYUTA、月刊Gファンタジー
- ドラマCDプチ放送局 海賊版  ※たまソフト
- Lamento -BEYOND THE VOID- DRAMA CD ※Nitro+ CHiRAL
- Sound Drama Fate/Zero ※Nitroplus/TYPE-MOON
- Fate/Zero アンソロジードラマCD
- ドラマCDP.S.すりーさん
- sweet pool Drama CD -everblue- ※Nitro+ CHiRAL
- ドラマCD這いよれ!ニャル子さん シリーズ ※GA文庫
- ドラマCD織田信奈の野望 ※GA文庫
- ドラマCDひまわり ※ぶらんくのーと
- Audio drama CD 処女はお姉さまに恋してる-櫻の園のエトワール-
- ドラマCD ヤンデレ天国シリーズ ※HolicWorks,Inc.
- 乙女はお姉さまに恋してる エピローグCD
- ドラマCDかんなぎ家へようこそ! ※GA文庫
- ドラマCD俺の彼女と幼なじみが修羅場すぎる ※GA文庫
- ドラマCDお前のご奉仕はその程度か? ※GA文庫
- ドラマCDつきツキ! ※MF文庫J
- ドラマCD寄生彼女サナ ※ガガガ文庫
- ドラマCDしゅらばら! ※MF文庫J
- ドラマCD ヤンデレ天国BLACKシリーズ ※HolicWorks,Inc.
- ドラマCDのうりん ※GA文庫
- 赤ずきんと迷いの森 ドラマCD　～Somethingelse～ ※キャラメリア
- ヒメヒメぶっきんぐ 動くドラマCD ※まじかるたいむ
- ドラマCD 初体験にオススメな彼女 〜夏休みにオススメな妹〜 ※MF文庫J
- 『虹色セプテッタ』ドラマCD ※コミック アース・スター
- 妹ドラマCD「妹はお兄ちゃんと遠距離恋愛中!?」 ※発売：フライトタイプ
- 紅色天井艶妖綺譚 音御伽話 八百万弐 ※LoveDelivery
- ドラマCD ラノベ王子☆聖也 ※月刊コミックジーン
- ドM倶楽部～天醒学院放送部編～ ※HolicWorks,Inc.
- サウンドドラマ101番目の百物語 ※MF文庫J
- Sound DramaFate/EXTRA ※TYPE-MOON/Marvelous Inc.
- Variety Sound Drama『Fate/EXTRA CCC ルナティックステーション2013』
- サウンドドラマ異能バトルは日常系のなかで ※GA文庫
- 靴屋Glicine ※HOBiGIRLS
- サウンドドラマ 神曲奏界ポリフォニカ エイフォニックソングバード ※GA文庫
- Villain  ※HOBiGIRLS
- sound drama NOeSIS-嘘を吐いた記憶の物語- ※クラシックショコラ
- サウンドシアター モーテ 水葬の少女 ※MF文庫J
- のぞみとかなのXXしようよ☆ のぞみとかなの禁断の廃旅館
- エレメンタルドラグーン - 2つの光 - ※エレメンタル ドラグーン製作委員会
- ドラマCD 今日から俺はロリのヒモ!  ※MF文庫J

#### サウンドトラック・キャラクターソング
- EVE オリジナルサウンドトラック
- Routein『あえかなる世界の終わりに』オリジナルサウンドトラック
- Beatrice『終末少女幻想アリスマチック』オリジナルサウンドトラック
- tournesol『うつりぎ七恋天気あめ』オリジナルサウンドトラック
- ボクの手の中の楽園オリジナルサウンドトラック
- 『とっぱら』オリジナルサウンドトラック
- はぴねす!キャラクターソング
- 祝福のカンパネラキャラクターソングCD
- PS2版「夜明け前より瑠璃色な」　下弦の月～生まれ出づる明日～
- 『FORTUNE ARTERIAL』イメージテーママキシシングル
- 君が主で執事が俺でキャラソン
- 君が主で執事が俺で 挿入歌コレクション
- PRISM ARK スペシャルサウンドパッケージ
- きると オリジナルサウンドトラック
- Daylight-朝に光の冠を オリジナルサウンドトラック
- 『リリカル♪りりっく』キャラクターソング
- SkyFish vocalcollectionvol.01
- 真・凌辱HARDCORE
- PCゲーム「フォルト!!」OP&ED MaxiSingle「0-love-」
- こいらぼ ヴォーカルソング+
- Lamento O.S.T. -The World Devoid Of Emotion-
- 花帰葬交響曲
- -fragment- sweet pool オリジナルサウンドトラック

#### アーティストCD
- 榊原ゆい『jewelry days』『此の花咲ク頃』『Eternal Destiny』『Imitation』『yuithm』
- 中原涼『Squall』『オトノハ』
- teranoid & MC Natsack『 teranoid underground edition』
- 松来未祐『 White Sincerely』※販売元メディアファクトリー
- 阿澄佳奈・松来未祐『Smiley Daily』

#### 音楽配信
- 内村史子『Eternity』

#### ラジオCD
- はにはにラジオ ※発売元：オーガスト
- ぱじゃまラジオ プリっちラジオ
- 潮風放送局 みなとラジオCD
- 智一&璐美のラジオ腐りかけ! 放送できないCD
- ま〜まれぇど放送局 サクラサク♪さくらじお
- GA×ホビレコ　ラジオアーカイブス
- 広橋涼と富樫美鈴の日本を元気にするCDチャチャラジfeat.日本子チャチャチャ
- Fate EXTRA 月海原学園放送部 DJCD

#### 音楽・声優DVD
- School Days Secret Live DVD
- 下田麻美と江口拓也のMF文庫Jラジオあらいぶ!!DVD拡張販売の旅in九州
- 寝起きにポテトチップスDVD

### 受託業務
発売・販売フロンティアワークス
- 水夏～SUIKA～ OVAサウンドトラック  ※販売協力
- ぱじゃまドラマCD パティシエなにゃんこ&Please teach! My Angel  ※販売協力
- ドラマCDPlease teach! My Angel ※販売協力

発売・販売元株式会社虎の穴
- デンキ街の本屋さんドラマCD ※制作
- おまえをオタクにしてやるから、俺をリア充にしてくれ! ドラマCD ※制作

発売・販売元ツクル（ノ）モリ株式会社
- ドラマCDちょっとかわいいアイアンメイデン ※音響製作
- ドラマCD「キャンディポップナイトメア」※音響製作
- ドラマCD「空戦魔導士候補生の教官」※制作
- サウンドドラマCD ファタモルガーナの館 ※制作
- 「この素晴らしい世界に祝福を!」ドラマCD ※制作
- ドラマCD「魔装学園H×H」※制作
- ドラマCD「ひまわりさん」 ※制作
- メイドが教える魔王学！ドラマCD ※制作
- ドラマCD「金の彼女 銀の彼女」 ※制作
- ドラマCD「高橋さんが聞いている。」 ※制作
- ドラマCD「今日のケルベロス」 ※制作
- ドラマCD「 落ちてきた龍王〈ナーガ〉と滅びゆく魔女の国」 ※制作
- 101番目の百物語 ドラマCD ※制作
- 盟約のリヴァイアサン ドラマCD ※制作

GA文庫刊
- 俺の彼女と幼なじみが修羅場すぎる８ ドラマCD付き限定特装版 ※音響製作[19]

集英社ホームコミックス刊
- RE:BORN 〜仮面の男とリボンの騎士〜 １巻 ドラマCD付特装版 ※音響製作

AQUA ARIS
- 東城陽奏『Misty』 ※販売[20]

## PCゲーム

### キャラメルBOX
※2004年のシャマナシャマナ～月とこころと太陽の魔法～から共同著作。ホビボックス移管後のタイトルのみ表示。
- 廻り巡ればめぐるときっ!?
- 雨芳恋歌 センセイ。わたし、もうオトナだよ……
- 処女はお姉さまに恋してる 2人のエルダー
- セミラミスの天秤
- セミラミスの天秤 Fated Dolls
- 機関幕末異聞 ラストキャバリエ
- 処女はお姉さまに恋してる 3つのきら星

### その他男性向けPCゲーム
- Inclusion〜インクルージョン〜 ※HOBIBOX/burston
- エンゲージ ～お姉様と私～ ※HOBIBOX/burston
- えろぼーん ※HOBIBOX/武礼堂
- LOST CHILD ※HOBIBOX/たまソフト
- Figurehead ※HOBIBOX/STRONGER
- らいでぃんぐ いんきゅばす ※HOBIBOX/アースガルド
- 絶対幸せ宣言っ！ ※HOBIBOX/eighthnote
- おたく☆まっしぐら　※HOBIBOX/銀時計
- こいとれ 〜REN-AI TRAINING〜　※HOBIBOX/銀時計
- ふるふる☆フルムーン ※HOBIBOX/リトルプリンセス
- &LOVE　※HOBIBOX/COMET
- 冬のロンド ※HOBIBOX/DIVA
- こいらぼ［KOI-LABO.］ ※HOBIBOX/DIVA
- さくらビットマップ ※HOOKSOFT/HOBIBOX
- のーぱんつ!! ※HOBIBOX/Molamola.software
- お前のパンツは何色だ!? ※HOBIBOX/Molamola.software
- 風ヶ原学園スパイ部っ! ※HOBIBOX/Sputnik
- LEGEND SEVEN～白雪姫と7人の英雄～! ※HOBIBOX/NONSUGAR
- 逃避行GAME ※HOBIBOX/Ex-iT
- 待雪の花 ～snow drop～ ※HOBIBOX/nostalabel
- ノスフェラトゥのオモチャ☆彡 ※HOBIBOX/ICHIGO Fizz
- 真夏の夜の雪物語 -MIDSUMMER SNOW NIGHT- ※HOBIBOX/EX-ONE
- フツウノファンタジー ※HOBIBOX/EX-ONE
- 月あかりランチ OZ sings, The last fairy tale.  ※HOBIBOX/EX-ONE
- 現在もいつかもふぁるなルナ　※MANATSU_8/HOBIBOX
- シロガネオトメ　※MANATSU_8/HOBIBOX
- さみだれグローインアップ！ ※HOBIBOX/SAMOYED SMILE
- ChronoBox ※HOBIBOX/NO BRAND
- 空のつくりかた ※HOBIBOX/COSMIC CUTE
- 大迷宮＆大迷惑 -GREAT EDGES IN THE ABYSS- ※Liar-soft/HOBIBOX
- 純情化憐フリークス！　※HOBIBOX×Wonder Fool
- 甘夏アドゥレセンス ※HOBIBOX/Confiture Soft
- ラプソディック・ホリデイ ※HOBIBOX/Confiture Soft
- ラムネ2　※ねこねこソフト/HOBIBOX
- ルリのかさね ～いもうと物語り～　※ねこねこソフト/HOBIBOX
- お嬢様はイイナリみたいです!?　※HOBIBOX/evoLL

ad:lib
- ボクラはピアチェーレ
- アオリオ
- ドコのドナタの感情経路
- アオイロノート

つるみく
- 姦淫特急 満潮
- 大阪CRISIS 〜姦楽街開発プロジェクト〜
- 夢喰い -つるみく式ゲーム製作-
- HOUND -獣欲の買収者-
- 姦淫特急 満潮 - 悪夢の三週間 -
- 姦淫特急 松葉〜肉欲のグルメ紀行〜
- 姦白宣言
- HOTOTOGISU -滅せぬもののあるべきか-
- 逆王道
- FESTIVAL ～つるみくウォーズ～
- 鉄と裸
- di-room
- 大阪AWAKING

CoreMoreco
- ちびママ　※HOBIBOX/CoreMoreco/Nitroplus
- てりぶるフューチャー ※HOBIBOX/CoreMoreco/UG.COM

SUKARADOG
- 痴態姦賞 〜放課後のチャイムはショーの始まり〜
- 白濁クダサイ
- 逸脱愛 〜オレニヤラセロ〜
- 綾瀬家のオンナ 〜淫華の血脈〜
- 悪鎖
- 妹CHU☆ #01 素直いもうとの章
- 妹CHU☆ #02 ツンデレいもうとの章
- ネブギャル ～JKギャルを舐り尽くして彼氏バレ「おじさん以外もういらねーから」～
- 俺が聞かされた妻の寝取られ告白 ～ねえあなた、わたし今……とっても幸せよ～
- スケベな処女のつくりかた

Meteor
- 神樹の館
- 恋Q! 〜恋とHの乱れ射ち〜
- ゆ・め・く・み! 〜訳あり物件、妖精つき〜
- ちょこっと☆ばんぱいあ!
- Clover Point
- 汐見崎学園演劇部 恋♡ぷれ 〜あなたといちゃいちゃろーるぷれいんぐ!〜
- Marguerite Sphere -マーガレットスフィア-
- Princess-Style

うらら
- Ma Maison ～素直になれない住人たち～
- ギリギリ☆すくーぷ ～潜入!! 禁断の女子水泳部～
- ギリギリ☆すくーぷ2 ～潜入!! 禁断のチアリーディング部～
- 絶対美少女改造クラブ
- 少女のきもち ～おんなのこだって、エッチだもん!～

SYOKU
- 触祭の都
- 大犯盛 〜痴態を曝け出した人妻たち〜
- ×× of the Dead

Lucha Libre
- 催眠交姦
- CALCITE
- 25c-その箱は少女の悲鳴を漏らさない-

CLOCKUP
- かけた月は戻らない
- Sentinel
- くろふぁん4GHz
- 凛辱の城 傀儡の王
- 麗辱の館 〜淫縁五姉妹汁姦記〜
- ノーブレスオブリージュ
- 淫辱都市/堕天の贄
- まかぱらっ!〜あの世でめちゃモテ〜
- euphoria
- プリーズ・レ◯プ・ミー!
- 性狂育 〜モンスターペアレントの理不尽な要求〜
- 姉にこの夏
- おれつま！ ～オレがマンション管理人になったら人妻たちとちょっとイイコトできちゃうかも!?～
- テラべっぴん
- サド★部！～S女に虐めヌかれ部♪～
- 淫虐の学園～猥堕に蔓延る復讐の罠～
- MA☆KO HUNTER
- フラテルニテ

CLOCKUP team.ANISE
- 凌辱学園長/奴隷倶楽部 〜読心調教録〜
- こっすこす! 〜あなた好みのコスプレHしてあげる〜
- 黄昏に煌く銀の繰眼
- えろげー!〜Hもゲームも開発三昧〜
- えろまんが！ Hもマンガもステップアップ♪

CLOCKUP team.DYO
- Zwei Worter
- ルーンロオド

CLOCKUP team.LILAC
- とらい☆すたーず

CC CLOCKUP
- ザーメンセキュリティ2009
- 癒されご奉仕 〜夢の館で賢者タイム!〜

クロックアップ企画
- ビーチクビーチ 〜南国乳辱撮影会〜
- 触診病淫

SkyFish
- ふぁみ☆すぴ!! 〜FamiliarSpirits!!〜
- 白銀のソレイユ -Successor of Wyrd≪運命の継承者≫-
- はるかぜどりに、とまりぎを。
- 鋼炎のソレイユ -CHAOS REGION-
- キスよりさきに恋よりはやく
- Primary 〜Magical★Trouble★Scramble〜
- はるかぜどりに、とまりぎを。 2nd Story 〜月の扉と海の欠片〜
- よついろ★パッショナート!
- 蒼穹のソレイユ 〜FULLMETAL EYES〜
- 虹翼のソレイユ　-VII's World-
- 九十九の奏〜欠け月の夜想曲〜
- Guardian☆Place ～ドエスな妹と3人の嫁～
- 翠の海 -midori no umi- ※HOBIBOX/SkyFish/Cabbit
- キミへ贈る、ソラの花 ※HOBIBOX/SkyFish/Cabbit

### 乙女ゲーム
- 冬桜抄－さくらがたり－ ※Mead/HOBIBOX
- 女王蜂の王房 めのう編 ※HOBIBOX/PURE WOOL
- 女王蜂の王房 輝夜編 ※HOBIBOX/PURE WOOL
- 参千世界遊戯 ※girls dynamics/HOBIBOX
- OZMAFIA!! ※Poni-Pachet SY/HOBIBOX
- Princess Britania〜ミューズの宝剣〜 ※girls dynamics/HOBIBOX

### BLゲーム
- 咎狗の血 ※Nitro+CHiRAL/HOBIBOX
- Daylight-朝に光の冠を-　※HOBIBOX（Senz）
- 神様(仮) 学園騒乱編 ※easy-peasy/HOBIBOX
- 神様(仮) 路地裏繚乱編 ※easy-peasy/HOBIBOX
- Si-Nis-Kanto(シニシカント) ※Ands/Infini-brain/HOBIBOX

## オンラインゲーム
- 君と一緒に ※｢君と一緒に｣製作委員会/IMPACT
- 君と一緒に2
- ひぐらし×うみねこ ※「ひぐらし×うみねこ」製作委員会／ホビボックス
- 戦国闘檄 ～バーニングスピリッツ～ ※DMM.comLabo/HOBIBOX
- 傀儡館の淫夢
- 純潔のエンゲージ
- えろげー！ザ・ワールド
- ぜったい遵守☆ぱこぱこカーニバル！！
- 愛奴コレクター ※DMMゲームズ/HOBIBOX/つるみく

## ネイティブアプリゲーム
- 斬-Xan- 戦国闘檄・無双伝（iOS / Android） ※DMM.comLabo/HOBIBOX

## コンシューマゲーム
角川書店×HOBIBOX
- ひまわり -Pebble in the Sky- Portable（PlayStation Portable）
- ナルキッソス ～もしも明日があるなら～Portable～（PlayStation Portable）

## アーケードゲーム
- 『プロジェクトケルベロス』 （開発元・マイルストーン）※ 2008年に開催されたコミックマーケットの企業ブースにて販売元として参入を発表したが、最終的にアーケード版としては発売中止になり、プラットフォームをPSPに移行して発売された（PSP版の流通は加賀クリエイトが担当し、ホビボックスは関わっていない）。
- 『牌は逃さないッ　メンタンピン・ドラドララッ!』（開発元・テックアーツ） ※ 2014年4月24日タイトーのNESiCAxLiveの配信タイトルとして稼働を開始[21]。

## アニメ

### ホビボックスブランド
- 天地無用! 魎皇鬼 第伍期

### ショーテン
アダルトアニメブランド。
- 学園侵触 ×× of the Dead
- 妹ぱらだいす！3 The Animation
- ビッチ学園が清純なはずがないっ！！？ The Animation
- あの団地の妻たちは… The Animation

### HOBI animation
2016年4月に自社プロデュース作品として「ホビアニメーション」を発足したが、DMM.comグループのアニメ事業の再編に伴い終了。
- ワガママハイスペック
- OZMAFIA!!